# Bélgica en los Juegos Paralímpicos de Sochi 2014
Bélgica estuvo representada en los Juegos Paralímpicos de Sochi 2014 por dos deportistas masculinos. El equipo paralímpico belga no obtuvo ninguna medalla en estos Juegos.